# Kepler-438
Désignations
Kepler-438 est une naine rouge dans la constellation de la Lyre, à environ ∼ 640 a.l. (∼ 196 pc) de la Terre. Son système planétaire comprend Kepler-438 b, une planète similaire à la Terre qui se situe dans la zone habitable de son étoile Kepler-438.